# 完顔襄
完顔 襄（かんがん じょう、天眷3年（1140年）- 泰和2年閏12月10日（1203年1月24日））は、金の皇族。女真名は唵。昭祖石魯（太祖阿骨打の曾祖父）の五世の孫。祖父は東南路都統の習古廼。

## 生涯
参知政事を務めた阿魯帯の子として生まれた。18歳に父の爵位を承継した。大定元年（1161年）、左副元帥の完顔謀衍に従って移剌窩斡の反乱を鎮圧するのに功績を挙げ、亳州防禦使に上った。大定3年（1163年）、潁州・寿州都統に転じて南宋の北伐軍を迎撃、甲士2千人を率いて潁州を奪還した。南宋との和議成立後は、拱衛直都指揮使・殿前左衛将軍・殿前都点検などを拝命され、次いて東北路招討都監・恤品路節度使・曷懶路兵馬都総管などを務めた。大定13年（1173年）、南宋に使行したが、金の国書を受け付ける儀礼に関する問題で摩擦が生じると、帰国した。陝西路統軍使に任ぜられ物品が賜与されており、河南統軍使に改めた。大定23年（1183年）、平章政事・蕭国公に封じられた。
大定28年（1188年）、尚書右丞相となり、戴国公に改封された。明昌元年（1190年）、平陽府知府に任ぜられており、鳳翔府知府に改めた。明昌4年（1193年）、枢密使に補任され、明昌6年（1195年）には再び尚書右丞相となり、任国公に改封された。同年11月、行尚書省事を拝命され、臨潢府に赴いた。明昌7年（1196年）2月、章宗の命によりモンゴル高原のタタル部（阻卜）討伐に乗り出し、夏にはケルレン河に至って敵を大破し、ウルジャ河（斡里札河）まで追撃してその残党を掃討した（ウルジャ河の戦い）。この時、金軍を助けてタタル部討伐に参戦したケレイト部族長のトオリルとキヤト氏族長のテムジン（後のチンギス・カン）は、完顔襄から功績を認められ、官爵が授与されている。
凱旋後は、章宗から御酒の接待を受けるとともに、玉器と佩刀が下された。また、左丞相・監修国史を拝命され、常山郡王に封じられた。同年冬、信州で起きた契丹人の反乱を鎮圧し、承安2年（1197年）には左副元帥・枢密使・平章政事として大定府に留まりながらタタルの蠢動に対処する一方、界壕の築城も監督した。承安4年（1199年）、司空の位が加わった。
泰和2年閏12月10日（1203年1月24日）、63歳で死去し、武昭と諡された。